# سیارک ۱۰۰۱۴
سیارک ۱۰۰۱۴ (به انگلیسی: 10014 Shaim، نامگذاری:1978SE3) ده هزار و چهاردهمین سیارک کشف شده‌است که در ۲۶ سپتامبر ۱۹۷۸ کشف شد.
قدر مطلق سیارک برابر ۲۳٫۴ است.